# 過海隧道巴士N107線
過海隧道巴士N107線是一條已取消的節日特別巴士路線，來往九龍灣及華貴邨，由九巴及城巴營運，走線跟107線相同。

## 歷史
- 2000年2月5日：107S線投入服務，當時單向由告士打道（鵬利中心）開往九龍灣。
- 2001年1月24日：城巴自行提供九龍灣往華貴邨的回程服務。
- 2002年2月12日：正式改為雙向服務。
- 2003年2月1日：改稱N107線。
- 2010年2月14日：最後一次提供服務。

## 服務時間
- 九龍灣開：00:20-02:00：20分鐘一班
- 華貴邨開：00:20-02:00：20分鐘一班

## 收費
全程：$16.5
- 往九龍灣方向之分段收費
  - 香港仔隧道後往九龍灣：$13.4
  - 紅磡海底隧道後往九龍灣：$7.4
- 往九龍灣方向之分段收費
  - 紅磡海底隧道往華貴邨：$9.2
  - 香港仔隧道後往華貴邨：$7.6

| - 本線設有12歲以下小童及65歲或以上長者半價優惠。 - 65歲或以上香港居民使用「樂悠咭」，以及12歲以下合資格殘疾兒童使用「殘疾人士身份」個人八達通繳付車資，均可享有每程$2.0或半價（以較低者為準）的票價優惠；12至64歲合資格殘疾人士使用「殘疾人士身份」個人八達通（包括「樂悠咭」），以及60至64歲香港居民使用「樂悠咭」繳付車資，均可享有每程$2.0或全費（以較低者為準）的票價優惠。 - 65歲或以上長者如使用長者或一般個人八達通繳付車資，則只可享有半價優惠；12至64歲合資格殘疾人士如不使用「殘疾人士身份」個人八達通，以及60至64歲人士如不使用「樂悠咭」繳付車資，必須繳付全費。 - 乘客可以現金或八達通於上車時付款，不設找續。 - 每位成人乘客可免費攜帶最多兩名4歲以下而不佔座位的兒童乘客乘車，超額之4歲以下小童必須繳付小童車費乘車。 - 持有「九巴月票」之乘客在車票有效期內，每日可享最多10程任何九龍巴士及龍運巴士路線（包括本路線，合資格車程只適用於九龍巴士／龍運巴士提供的班次；惟乘搭機場「A」及「NA」線則可享原價二七折優惠（不會計算每天10次合資格車程））；而B1線則可每日可享最多2程（不會計算每天10次合資格車程）。 - 九龍巴士、城巴、龍運巴士及陽光巴士全職員工及家屬（不包括外判職員）可免費乘搭本路線（陽光巴士員工及家屬只適用於九龍巴士提供的班次），惟必須拍職員或職員家屬八達通。 - 乘客亦可使用AlipayHK「易乘碼」、支付寶、WeChatHK／微信支付「搭車碼」、銀聯雲閃付「乘車碼」及BOC Pay「乘車碼」、具有感應式支付功能的JCB、卡美國運通、大來國際、Discover Card（只適用於九龍巴士／龍運巴士提供的班次）、VISA、Mastercard及銀聯卡，以及Apple Pay、Google Pay及Samsung Pay流動支付平台繳付車資。九巴班次的乘客使用上述付款方式，將只可享有與其他九巴路線／聯營路線九巴班次之轉乘優惠；城巴班次的乘客使用上述付款方式，將只可享有與其他城巴獨營路線或聯營線城巴班次之轉乘優惠。乘客亦不能享有「公共交通費用補貼計劃」及「長者及合資格殘疾人士公共交通票價優惠計劃」。 |

## 行車路線
九龍灣開經：常悅道、宏照道、宏光道、啟祥道、偉業街、觀塘道、太子道東、太子道西、馬頭涌道、馬頭圍道、漆咸道北、康莊道、紅磡海底隧道、告士打道、天橋、告士打道、堅拿道天橋、香港仔隧道、黃竹坑道、海洋公園道、香葉道、警校道、南朗山道、黃竹坑道、香港仔海傍道、天橋、石排灣道、田灣街、田灣山道、天橋及田灣海旁道。
華貴邨開經：田灣海旁道、天橋、石排灣道、香港仔海傍道、香港仔巴士總站、香港仔大道、黃竹坑道、南朗山道、黃竹坑巴士總站、南朗山道、黃竹坑道、香港仔隧道、黃泥涌道、摩理臣山道、禮頓道、堅拿道西、堅拿道天橋、紅磡海底隧道、康莊道、天橋、漆咸道北、馬頭圍道、馬頭涌道、太子道西、太子道東、觀塘道、偉業街、天橋、啟祥道、宏光道、宏照道、常悅道、宏冠道及臨樂街。

### 沿線車站
| 九龍灣開 | 九龍灣開                          | 九龍灣開             | 華貴邨開 | 華貴邨開                          | 華貴邨開             |
| 序號     | 車站名稱                          | 位置                 | 序號     | 車站名稱                          | 位置                 |
| -------- | --------------------------------- | -------------------- | -------- | --------------------------------- | -------------------- |
| 1        | 九龍灣巴士總站 九龍灣（企業廣場） | 九龍灣公共運輸交匯處 | 1        | 華貴邨                            | 華貴邨巴士總站       |
| 2        | 臨華街                            | 宏照道               | 2        | 牛奶公司冰廠及冷房                | 田灣海旁道           |
| 3        | 九龍灣運動場                      | 宏照道               | 3        | 興和街                            | 石排灣道             |
| 4        | 麗晶花園第18座                    | 宏照道               | 4        | 香港仔                            | 香港仔巴士總站       |
| 5        | 麗晶花園第13座                    | 宏照道               | 5        | 業漁大廈                          | 香港仔大道           |
| 6        | 麗晶商場                          | 宏光道               | 6        | 香港仔工業學校                    | 黃竹坑道             |
| 7        | 香港輔助警察隊總部                | 啟祥道               | 7        | 南朗山道熟食市場                  | 南朗山道             |
| 8        | 麗晶花園                          | 太子道東             | 8        | 黃竹坑（南朗山）                  | 黃竹坑巴士總站       |
| 9        | 采頤花園                          | 太子道東             | 9        | 英基工業中心                      | 黃竹坑道             |
| 10       | 柏立基健康院                      | 太子道東             | 10       | 香港仔隧道收費廣場                | 黃竹坑道             |
| 11       | 富豪東方酒店                      | 太子道西             | 11       | 堅拿道西                          | 堅拿道西             |
| 12       | 木廠街                            | 馬頭涌道             | 12       | 景隆街                            | 告士打道             |
| 13       | 土瓜灣街市                        | 馬頭圍道             | 13       | 海底隧道收費廣場                  | 康莊道               |
| 14       | 浙江街遊樂場                      | 漆咸道北             | 14       |                                   | 漆咸道北             |
| 15       | 北拱街                            | 漆咸道北             | 15       | 北拱街                            | 漆咸道北             |
| 16       | 平治街                            | 漆咸道北             | 16       | 落山道                            | 馬頭圍道             |
| 17       | 海底隧道收費廣場                  | 康莊道               | 17       | 天光道                            | 馬頭圍道             |
| 18       | 景隆街                            | 告士打道             | 18       | 馬頭圍邨洋葵樓                    | 馬頭涌道             |
| 19       | 香港仔隧道收費廣場                | 黃竹坑道             | 19       | 亞皆老街球場                      | 馬頭涌道             |
| 20       | 警校道                            | 警校道               | 20       | 富豪東方酒店                      | 太子道東             |
| 21       | 黃竹坑邨1座                       | 警校道               | 21       | 柏立基健康院                      | 太子道東             |
| 22       | 陳白沙紀念中學                    | 南朗山道             | 22       | 采頤花園                          | 太子道東             |
| 23       | 南朗山道                          | 黃竹坑道             | 23       | 坪石邨                            | 太子道東             |
| 24       | 勝利工廠大廈                      | 黃竹坑道             | 24       | 宏天廣場                          | 宏光道               |
| 25       | 逸港居                            | 香港仔海傍道         | 25       | 啟禮道                            | 宏光道               |
| 26       | 香港仔海濱公園                    | 香港仔海傍道         | 26       | 麗晶商場                          | 宏光道               |
| 27       | 香港仔魚類批發市場                | 香港仔海傍道         | 27       | 麗晶花園第8座                     | 宏照道               |
| 28       | 明愛張奧偉國際賓館                | 田灣街               | 28       | 啟業邨                            | 宏照道               |
| 29       | 田灣商場                          | 田灣街               | 29       | 九龍灣運動場                      | 宏照道               |
| 30       | 保良局慧妍雅集書院                | 田灣山道             | 30       | 臨華街                            | 宏照道               |
| 31       | 興偉工業中心                      | 田灣海旁道           | 31       | 九龍灣巴士總站 九龍灣（企業廣場） | 九龍灣公共運輸交匯處 |
| 32       | 牛奶公司冰廠及冷房                | 田灣海旁道           |          |                                   |                      |
| 33       | 華貴邨                            | 華貴邨巴士總站       |          |                                   |                      |